# Carl von Seckendorff
Carl August Georg Freiherr von Seckendorff, ab 1816 Graf von Seckendorff (* 5. Januar 1800 in Gera; † 2. Januar 1870), war ein preußischer Oberbergrat.

## Leben
Er stammte aus dem fränkischen Adelsgeschlecht von Seckendorff, und zwar speziell der Linie Gudent. Einer von deren Vertretern, der kaiserliche Feldmarschall Friedrich Heinrich Freiherr von Seckendorff (1673–1763), war in den Reichsgrafenstand erhoben worden, hatte aber keine Söhne hinterlassen.
Der 1816 in den Grafenstand erhobene Adolph Franz Carl Freiherr von Seckendorff und dessen Ehefrau Amalie Sophie Elisabeth geborene Gräfin von Hardenberg (1767–1848) waren seine Eltern. 
Carl von Seckendorff schlug, wie viele seiner Familienangehörigen, eine Verwaltungslaufbahn ein und trat in den Dienst des Königs von Preußen. Im Jahre 1826 wurde er zunächst Sekretär im Oberbergamt in Brieg, zwei Jahre später wechselte er in dieser Funktion nach Halle (Saale). 1832 erfolgte dort seine Beförderung zum Bergassessor. 
1833 wurde Carl Graf von Seckendorff Mitglied des Salzamtes zu Dürrenberg. Im Jahre 1839 erfolgte seine Ernennung zum Bergmeister in Dürrenberg. 1841 wechselte Carl Graf von Seckendorff als Oberbergamtsassessor nach Dortmund in das Ruhrgebiet. Nach dem Tod des Oberbergrats Perleberg wurde er zum 1. September 1843 von Dortmund zum Oberbergamt nach Halle versetzt. Am 13. März 1844 wurde er dort vom König von Preußen zum Oberbergrat ernannt. 
Aufgrund seines angeschlagenen Gesundheitszustandes, der mehrere Kuren im böhmischen Karlsbad erforderlich machte, stellte Graf von Seckendorf im Alter von 50 Jahren den Antrag auf Entlassung aus dem Staatsdienst, der zum 1. April 1850 mit Bewilligung einer Pension genehmigt wurde. Knapp 20 Jahre lebte Graf von Seckendorff im Ruhestand. Er starb im 70. Lebensjahr am 2. Januar 1870.